# Schwabe (Mondkrater)
Schwabe ist ein relativ kleiner Einschlagkrater am nordöstlichen Rand der Mondvorderseite. Er liegt südöstlich des Kraters Arnold und nordwestlich von Strabo.
| Buchstabe | Position           | Durchmesser | Link |
| --------- | ------------------ | ----------- | ---- |
| C         | 67,61° N, 46,86° O | 32 km       |      |
| D         | 64,65° N, 44,76° O | 15 km       |      |
| E         | 64,11° N, 43,4° O  | 18 km       |      |
| F         | 66,44° N, 50,08° O | 20 km       |      |
| G         | 65,48° N, 41,94° O | 15 km       |      |
| K         | 67,68° N, 49,18° O | 8 km        |      |
| U         | 66,56° N, 57,01° O | 17 km       |      |
| W         | 69,57° N, 52,32° O | 11 km       |      |
| X         | 68,32° N, 56,54° O | 7 km        |      |

Der Krater wurde 1935 von der IAU nach dem deutschen Astronomen Samuel Heinrich Schwabe offiziell benannt.